# Mirtha Brock
Mirtha Brock Forbes (Isla de San Andrés, Colombia, 9 de abril de 1970) es una ex-atleta destacada colombiana. 
Representó a Colombia en los Juegos Olímpicos de Atlanta y los Juegos Olímpicos de Sídney. Mirtha ganó dos medallas de bronce en los relevos de los Juegos Panamericanos Mar del Plata 1995 también representó a Colombia en dos campeonatos del mundo Goteborg 1995 y Sevilla 1997. Caracterizada por su gran velocidad y por ser una de las corredoras más rápidas de los 100 m en Colombia. Actualmente es entrenadora de atletismo en el municipio de Cali, Colombia; enseña pruebas de velocidad a jóvenes en las canchas panamericanas, además se dedica a asesorar en América de Cali. 